# Bob Bowman
Bob Bowman (Columbia, 6 aprile 1964) è un insegnante ed allenatore di nuoto statunitense.

## Biografia
È nato il 6 aprile 1964 a Columbia, capitale della Carolina del Sud; nel 1996 si è trasferito al North Baltimore Aquatic Club (NBAC), in cui ha allenato il fenomeno Michael Phelps da quando aveva 10 anni, che grazie a lui è diventato il più grande nuotatore di tutti i tempi. Ha avuto come atleti anche Allison Schmitt e Chase Kalisz, oltre che il francese Yannick Agnel, a partire dal 2013.

### Vita privata
Nato e cresciuto a Columbia, ha frequentato la Columbia High School. Ha una sorella più giovane, Donna Bowman, che lavora come insegnante informatico alla Chapin Middle School.

### Carriera da allenatore
Nel 1986-87 è stato allenatore presso la Area Tallahassee Aquatic Club e ha fatto da assistente allenatore nella sua università, Florida State University. Bowman ha nuotato per le Seminoles dal 1983 e il 1985, facendo da capitano della sua squadra durante il suo ultimo anno.
Bowman, nella Florida State, ha ottenuto la laurea di primo grado in psicologia dell'età educativa e una laurea minore in musica nel 1987. Durante il suo trascorso all'università è stato un membro della confraternita Pi Kappa Alpha.
Bowman ebbe l'incarico di assistente allenatore con la Napa Valley Swim Team (1991-92), la Cincinnati Pepsi Marlins (1990–91), e con la squadra di nuoto della Las Vegas Gold (1988–90).
È stato anche capo allenatore per la Birmingham Swim League dal 1992 al 1994. In quegli anni è stato il responsabile della progettazione di programmi, della crescita professionale del personale e delle operazioni giornaliere di un club di 250 membri. Sotto la sua supervisione, la BLS è migliorata fino ad entrare nei primi cinque posti dei programmi regionali dopo essere stato fuori dalle prime 20 posizioni durante i 10 anni precedenti.
Dal 1994 al 1997 è stato capo allenatore per la Napa Valley Swim Team.
Prima di diventare il capo allenatore della squadra maschile del Michigan, Bowman allenò per 9 anni presso il North Baltimore Aquatic Club (NBAC) a Baltimora, Maryland. Dal 1996 al 1999 tenne la posizione di docente allenatore; dal 1999 al 2004 fu l'allenatore della NBAC's High Performance. Lungo il suo periodo di permanenza alla NBC, Bowman aiutò a generare tre campioni individuali nazionali, dieci finalisti nazionali e cinque membri della squadra nazionale statunitense. In riconoscenza di tutti i suoi risultati, Bowman venne nominato come Allenatore Americano dell'anno nel 2001 e nel 2003. Nel 2002 gli venne assegnato il titolo di Developmental Coach of the Year.
Fu proprio durante il suo trascorso all'NBAC che iniziò ad allenare il 23 volte medagliato d'oro olimpico (che si sommano a tre argenti e due bronzi per un totale di 28 medaglie olimpiche) Michael Phelps. Sotto la tutela di Bowman al North Baltimore Aquatic Club, Phelps vinse 5 ori mondiali e ricevette la nomina di Nuotatore Americano dell'anno dal 2001 fino al 2004.
Nel periodo vissuto a Michigan, Bowman lavorò a stretto contatto con Greg Harden, l'amministratore sportivo per il nuoto. Harden parlava spesso con Bowman e Phelps durante il tempo dai due trascorso a Ann Arbor in preparazione ai Giochi Olimpici del 2008, e spesso aiutava l'uno a comunicare meglio con l'altro (infatti all'inizio del loro rapporto, Bowman e Phelps non andavano molto d'accordo). Bowman ritenne che tutto il successo ottenuto a Pechino dalla squadra americana di nuoto è, in parte, anche merito di Harden.
Bowman non nascose che Harden fu una delle principali ragioni per cui scelse di trasferirsi nel Michigan. Disse: "Harden è un incredibile lavoratore. Mi ha reso un allenatore migliore, e una persona migliore".
A Bowman affidarono il ruolo di assistente allenatore della Squadra olimpica statunitense del 2004, facendo sempre da primo allenatore di Phelps. Ai Giochi Olimpici di Atene 2004, Bowman contribuì alla conquista di 8 medaglie (6 ori e 2 bronzi) da parte di Michael Phelps. Quattro anni più tardi, ai Giochi di Pechino 2008, condusse Phelps alla vittoria di 8 medaglie d'oro, che lo portarono a raggiungere un obiettivo mai centrato da nessun altro precedentemente in una singola edizione Giochi Olimpici.
Nell'aprile del 2008, Bowman annunciò che avrebbe lasciato il Michigan alla fine dei Trials USA del 2008 (luglio 2008) per tornarsene al North Baltimore Aquatic Club dopo le Olimpiadi di Pechino.
Bowman venne inserito nella lista degli allenatori per i Giochi Olimpici di Londra 2012 facendo da assistente allenatore per la Squadra olimpica statunitense del 2012.
Bowman, nel 2015, venne assunto come nuovo allenatore di nuoto dall'Arizona State University.
Il 9 settembre del 2015, gli Stati Uniti affidano a Bowman l'incarico di allenatore della squadra statunitense maschile olimpica di nuoto per le Olimpiadi del 2016.